# Metropolia di Filadelfia

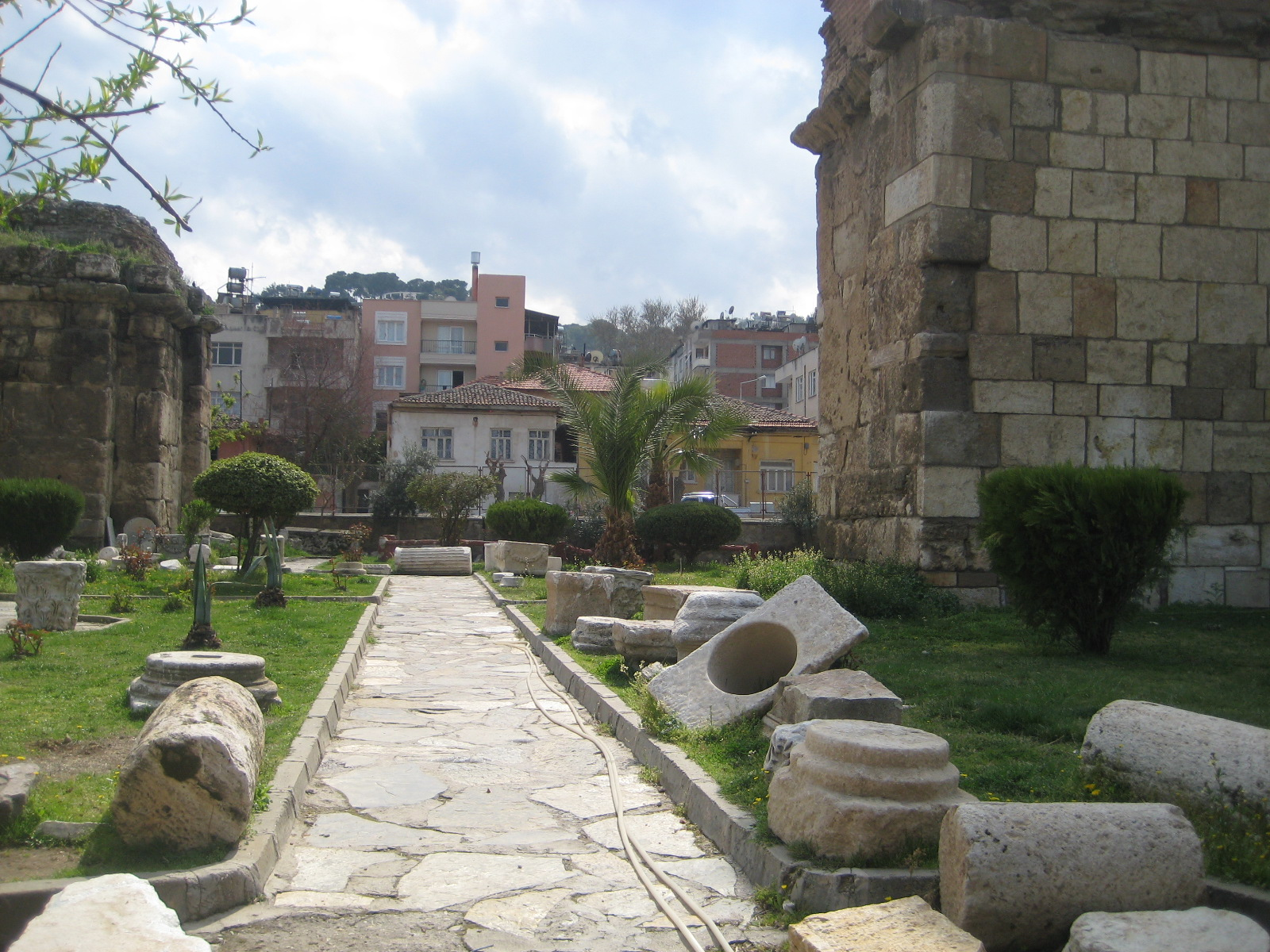
Resti della chiesa bizantina di San Giovanni a Alaşehir.

Mappa delle sedi metropolitane del patriarcato di Costantinopoli in Anatolia attorno al 1880.

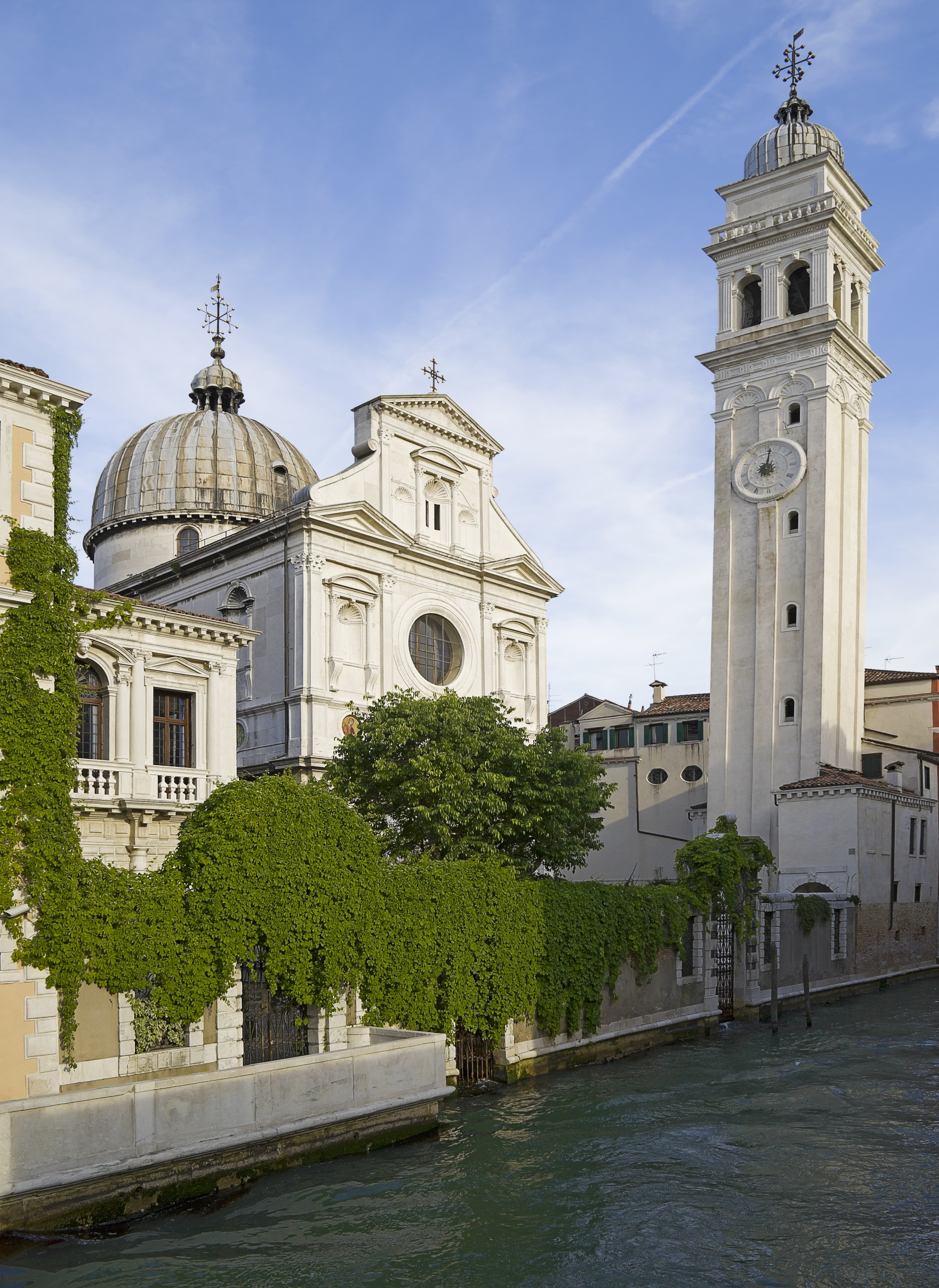
La chiesa di San Giorgio dei Greci di Venezia, sede dei metropoliti di Filadelfia dal XVI al XVIII secolo.

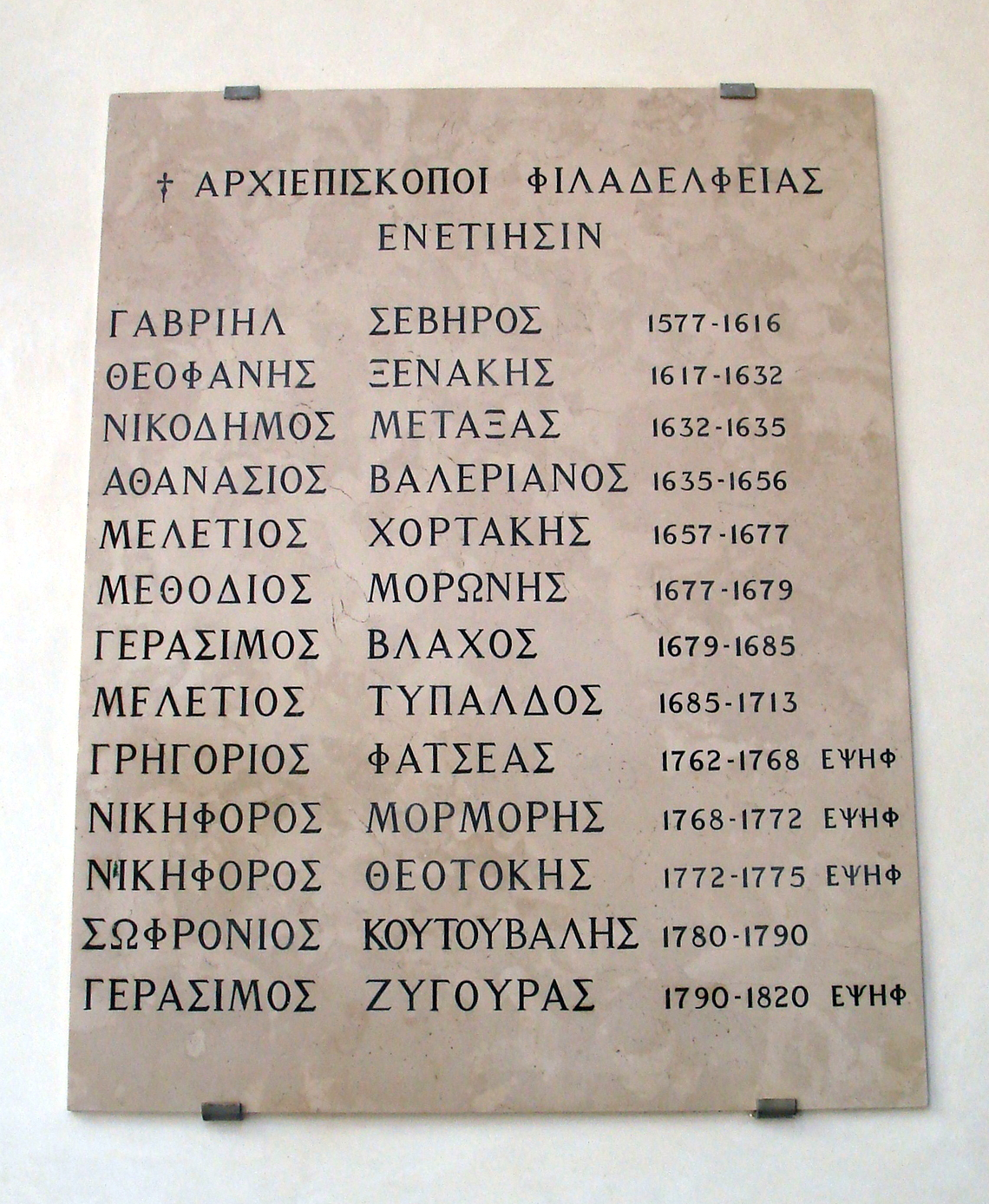
Lapide nel portico del campanile di San Giorgio dei Greci con i nomi dei metropoliti veneziani di Filadelfia; nell'elenco sono compresi anche quelli non riconosciuti dal patriarcato.

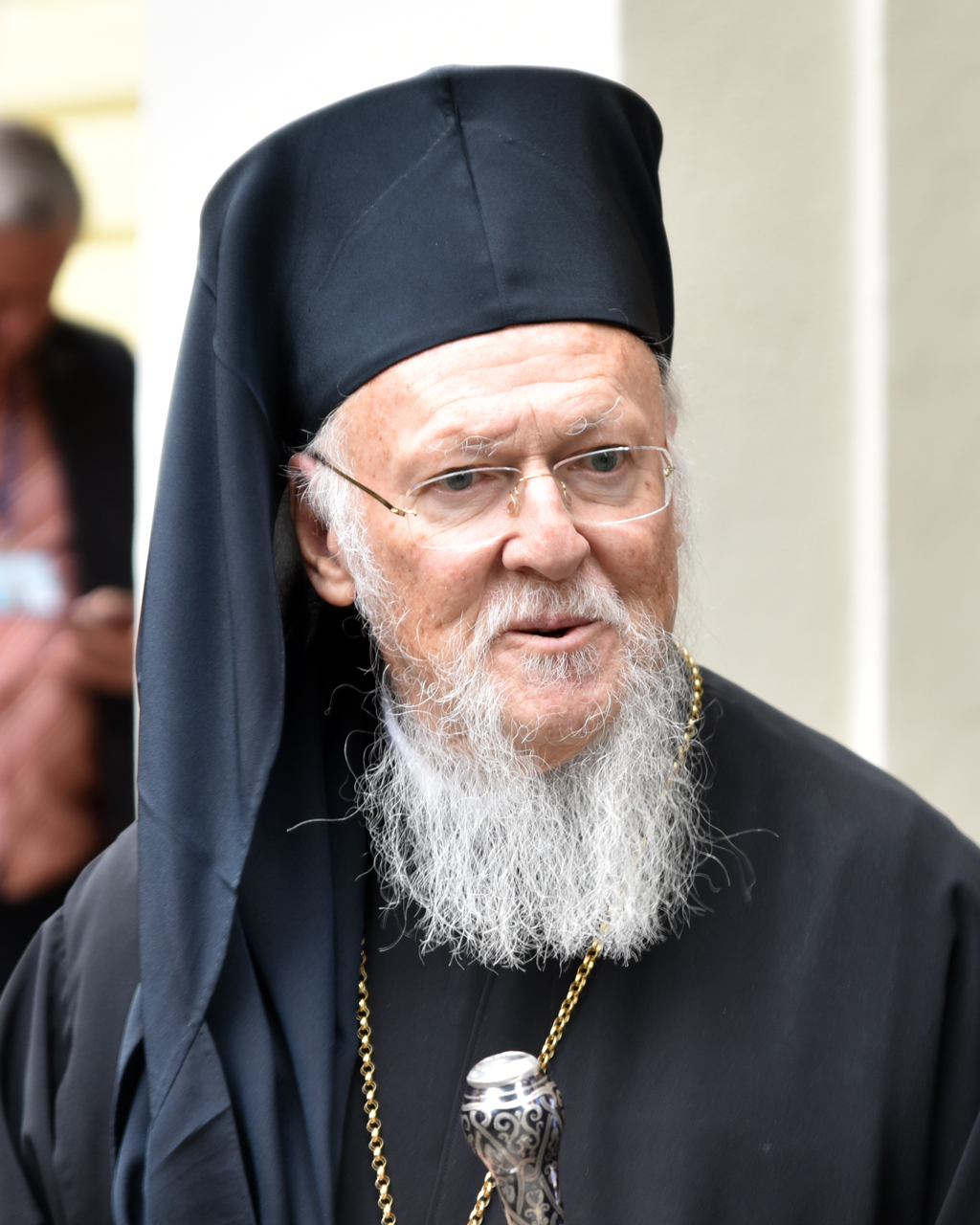
Il patriarca Bartolomeo di Costantinopoli, che fu metropolita titolare di Filadelfia dal 1973 al 1990.

La metropolia di Filadelfia (in greco Μητρόπολης Φιλαδέλφειας?, Mitrópolis Philadélpheias) è una sede soppressa del patriarcato di Costantinopoli.

## Storia
Filadelfia di Lidia, identificabile con Alaşehir nell'odierna Turchia, è un'antica sede episcopale della provincia romana della Lidia nella diocesi civile di Asia. Faceva parte del patriarcato di Costantinopoli ed era suffraganea dell'arcidiocesi di Sardi.
Filadelfia è sede di un'antica comunità cristiana, le cui origini risalgono agli albori del cristianesimo. Secondo il libro delle Costituzioni apostoliche, i primi due vescovi conosciuti, Lucio e Demetrio, sarebbero stati istituiti rispettivamente dall'apostolo Paolo e dall'evangelista Giovanni. Si vuole identificare Lucio con quello menzionato da san Paolo nei saluti finali della lettera ai Romani (16,21), e Demetrio con l'omonimo personaggio citato nella terza lettera di Giovanni (12). La comunità cristiana di Filadelfia fu poi oggetto delle critiche dell'apostolo Giovanni, che la menziona fra le Sette Chiese dell'Asia a cui si indirizza nel libro dell'Apocalisse (3,7-13). I suoi fedeli furono destinatari anche di una delle lettere scritte da Ignazio di Antiochia, ove si afferma l'esistenza di un vescovo, ma senza menzionarne il nome.
Sono diversi i vescovi di questa diocesi del primo millennio cristiano, documentati dalle fonti antiche. Etemasio fu uno dei padri del primo concilio di Nicea del 325. Cirino aderì all'arianesimo e, assieme agli altri vescovi antiniceni, nell'autunno del 343 abbandonò il concilio di Sardica.
Nel sinodo ariano di Seleucia, nel 359, Teodosio prese le distanze dai suoi colleghi ariani, sottoscrisse la formula ortodossa di Acacio di Cesarea e per questo motivo fu deposto. Teodosio è ancora documentato nel 363 per aver indetto un sinodo per condannare alcune ordinazioni episcopali da lui ritenute anticanoniche; in questo sinodo manifestò posizioni teologiche eterodosse.
Teofanio fu un anticirilliano convinto e come tale fece opposizione durante il concilio di Efeso del 431; al termine del concilio subì una condanna, come si evince da una lettera del 433. Appiano sottoscrisse nel 458 la lettera dei vescovi della Lidia all'imperatore Leone dopo la morte di Proterio di Alessandria. Eustazio sottoscrisse la lettera sinodale contro Severo di Antiochia e il partito monofisita nel sinodo convocato a Costantinopoli nel 518 dal patriarca Mena.
Giovanni partecipò al terzo concilio di Costantinopoli nel 680. Licasto assistette al secondo concilio di Nicea nel 787. Michele visse all'epoca del patriarca san Niceforo (806-815) e fu incaricato da questi di portare una missiva a papa Leone III; in questa occasione sembra che la sede fosse già elevata al rango di arcidiocesi. Infine un sigillo episcopale riporta il nome del vescovo Agapeto di Filadelfia, che Vitalien Laurent attribuisce, con il beneficio del dubbio, al X secolo.
Non sono più noti vescovi di Filadelfia fino a Manuele, al termine del XII secolo. È in questo periodo, attorno al 1190, che la sede fu elevata al rango di metropolia. Tra i più importanti metropoliti di questo periodo si ricordano in particolare Teolepto, autore di scritti teologici e spirituali, che governò la sua sede per circa 40 anni, e Macario Chrysokephalos, che ebbe pure lui un lungo episcopato.
Il sinodo patriarcale del 1369 decise la soppressione definitiva della metropolia di Sardi, e la sua incorporazione nella metropolia di Filadelfia, ai cui prelati fu assegnato il titolo di "hypertimos ed esarca di tutta la Lidia", già appartenuto ai metropoliti di Sardi. Filadelfia fu l'ultimo avamposto bizantino in questa parte dell'Asia minore a resistere agli attacchi delle truppe ottomane; la città fu definitivamente conquistata nel 1390.
Poche e frammentarie sono le notizie sui successivi metropoliti di Filadelfia, fino a Gabriele Seviros. Responsabile dei greco-ortodossi che risiedevano a Venezia, fu eletto metropolita nel 1577, ma non accettò il trasferimento in un luogo insicuro e poco appetibile come quello di Filadelfia. Con l'appoggio del governo della Serenissima e della confraternita veneziana dei Greci, decise di rimanere nella città lagunare. Malgrado l'iniziale opposizione, alla fine ottenne anche il benestare del patriarca di Costantinopoli, ma solo nel 1591. Con lui inizia la serie dei metropoliti di Filadelfia con residenza a Venezia, che svolgevano la funzione di esarca patriarcale per i fedeli ortodossi della repubblica di Venezia e della Dalmazia. La sede iniziale dei metropoliti era la chiesa di San Biagio, e poi quella di San Giorgio.
L'ultimo metropolita veneziano di Filadelfia, Melezio Tipaldos, aderì al cattolicesimo e fu per questo deposto dal patriarca nel mese di giugno 1712, ma di fatto continuò a governare la comunità ortodossa lagunare fino alla sua morte nel maggio 1713. Dopo di lui, eccetto la breve parentesi di Sofronio Cutuvalis tra il 1780 e il 1790, non si ebbero più metropoliti residenti a Venezia, mentre il patriarcato cominciò a nominare nuovi metropoliti residenti a Filadelfia. Infatti, il progressivo aumento della popolazione greco-ortodossa in Asia minore nel Settecento e poi, in modo più consistente, nell'Ottocento, favorì il ripristino della sede residenziale nel 1725.
Tra le principali località che erano comprese nel territorio della metropolia si trovavano quelle di Salihli, Eşme, Kula, Gördes, Demirci, Simav, Uşak, Afyonkarahisar e Denizli. Secondo un censimento greco del 1905, la metropolia di Filadelfia comprendeva 19 comunità ortodosse, costituite prevalentemente da fedeli di lingua turca, con una popolazione ortodossa totale di 14.003 persone, 25 parrocchie e 23 sacerdoti.
A seguito del trattato di Losanna, per porre fine alla guerra greco-turca, nel 1923 fu attuato uno scambio di popolazioni tra Grecia e Turchia che portò alla totale estinzione della presenza cristiana ortodossa nel territorio della metropolia.
Il titolo di metropolita di Filadelfia è ancora assegnato, ma è un semplice titolo vescovile non residenziale.

## Cronotassi

### Vescovi e metropoliti residenziali
- Lucio †[13]
- Demetrio †[13]
- Anonimo † (menzionato attorno al 107)[13]
- Etemasio † (menzionato nel 325)[14]
- Cirino ? † (menzionato nel 344)[15]
- Teodosio † (prima del 359 - dopo il 363)[16]
- Teofanio † (prima del 431 - dopo il 433)[17]
- Appiano † (menzionato nel 458)[18]
- Eustazio † (menzionato nel 518)[19]
- Giovanni † (menzionato nel 680)[20]
- Licasto † (menzionato nel 787)[21]
- Michele † (all'epoca del patriarca san Niceforo)[22]
- Agapeto † (X secolo ?)[23]
- Manuele † (prima del 1193 - dopo il 1197)[24]
- Nicola † (prima del 1213 - dopo il 1216)[24]
- Foca † (prima del 1228 - dopo il 1246)[24]
- Gioannizio † (prima del 1256 - dopo il 1261)[25]
- Gabriele † (menzionato nel 1341/1342)[26]
- Teolepto † (1283/1284 - 1322 deceduto)[27]
- Macario Chrysokephalos † (1336 - agosto 1382 deceduto)[28]
- Giorgio † (XIV secolo)[29]
- Manuele † (XIV secolo)[30]
- Stefano † (menzionato nel 1418)[31]
- Macario † (prima del 1454 - dopo il 1456)[24]
- Gioacchino † (menzionato nel 1497)[24]
- Neofito † (menzionato nel 1546)[24]
- Macario † (menzionato nel 1560 e 1561)[24]
- Sofronio † (menzionato dal 1572 al 1577)[24]
  - Gabriele Severo † (18 luglio 1577 - 21 ottobre 1616 deceduto) (residente a Venezia)[24][32]
  - Teofane Xenakis † (14 marzo 1617 - 29 febbraio 1632 deceduto) (residente a Venezia)[24][32]
  - Nicodemo Metaxàs † (12 aprile 1632 - 28 aprile 1635 dimesso) (residente a Venezia)[24][32]
  - Attanasio Velleriano † (6 maggio 1635 - 10 aprile 1656 deceduto) (residente a Venezia)[24][32]
  - Melezio Chortatsis † (25 marzo 1657 - 25 luglio 1677) (residente a Venezia)[33][32]
  - Metodio Moronis † (19 dicembre 1677 - 29 agosto 1679 deceduto) (residente a Venezia)[33][32]
  - Gerasimo Vlachos † (3 settembre 1679 - 24 marzo 1685 deceduto) (residente a Venezia)[33][32]
  - Melezio Tipaldos † (28 marzo 1685 - giugno 1712 deposto) (residente a Venezia)[33][32]
- Macario † (menzionato nel 1721)[33]
- Gioannizio † (menzionato nel 1725)[33]
- Giuseppe † (? - 1733)[33]
- Dionisio † (? - luglio 1759)[33]
- Anatolio † (luglio 1759 - 8 luglio 1765)[33]
- Giacomo † (9 luglio 1765 - 1805)[33]
  - Sofronio Cutuvalis † (3 settembre 1780 - 30 novembre 1790 deceduto) (residente a Venezia)[33][32]
- Doroteo Proios † (dicembre 1805 - giugno 1813 eletto metropolita di Adrianopoli)[34]
- Gabriele † (giugno 1813 - settembre 1824 sospeso)[34]
- Panareto † (settembre 1824 - febbraio 1838 eletto metropolita di Tărnovo)[34]
- Daniele † (febbraio 1838 - marzo 1845 eletto metropolita di Nissa)[34]
- Sofronio † (marzo 1845 - gennaio 1849 eletto metropolita di Arta)[34]
- Gioannizio † (gennaio 1849 - 1860 deceduto)[34]
- Melezio † (16 ottobre 1860 - 25 settembre 1869 eletto metropolita di Smirne)[34]
- Dionisio † (2 ottobre 1869 - 1º ottobre 1887 sospeso)[34]
- Stefano Soulidis † (1º ottobre 1887 - 13 febbraio 1896 eletto metropolita di Metimna)[34]
- Leonzio Eleftheriadis † (13 febbraio 1896 - 29 aprile 1899 eletto metropolita di Meleniko)[34]
- Leonzio Choutouriotis † (29 aprile 1899 - 10 ottobre 1906 eletto metropolita di Rodopoli)[34]
- Procopio Lazaridis † (10 ottobre 1906 - 16 giugno 1911 eletto metropolita di Iconio)[34]
- Luca Petridis † (23 giugno 1911 - 19 dicembre 1912[35] deceduto)[34]
- Crisostomo Chatzistavrou † (16 marzo 1913 - 19 febbraio 1922 eletto metropolita di Efeso)[34]
- Eugenio Theologou † (19 febbraio 1922 - 20 marzo 1924 eletto metropolita di Cidonia)[34]

### Metropoliti titolari
- Fozio Maniatis † (20 marzo 1924 - 17 gennaio 1925 eletto metropolita di Derco)[34]
- Cirillo Moumtzis † (20 gennaio 1925 - 1 aprile 1925 deceduto)[34]
- Massimo Vaportzis † (9 marzo 1930 - 28 giugno 1932 eletto metropolita di Calcedonia)[34]
- Emiliano Papadimitriou † (3 settembre 1936 - 6 dicembre 1946 deceduto)[34]
- Atenagora Kavvadas † (7 giugno 1949 - 12 aprile 1951 eletto metropolita di Tiatira e Gran Bretagna)[34]
- Giacomo Tzanavaris † (8 agosto 1954 - 12 agosto 1969 eletto metropolita di Germania)[34]
- Bartolomeo Archontonis (25 dicembre 1973 - 9 gennaio 1990 eletto metropolita di Calcedonia)[34]
- Melitone Karras, dal 28 ottobre 1990[34]